# Monastère de Lhalung (Tibet)
Pour les articles homonymes, voir Monastère de Lhalung.
Le monastère de Lhalung (tibétain : ལྷ་ལུང་དགོན་པ་, Wylie : lha lung dgon pa) est un monastère du bouddhisme tibétain situé au Tibet central dans le Lhodrak.
Il existe deux versions sur sa fondation. Il a été fondé soit en 1154 par le 1er karmapa Düsum Khyenpa, soit au IXe siècle par Lhalung Pelgyi Dorje. Le 2e Pawo Rinpoché Tsouglag Trengwa en fut l’abbé. Le monastère fut aussi le siège de Péma Lingpa, un lama nyingma. Après que le 5e dalaï-lama fut porté au pouvoir par Güshi Khan, le monastère devint gelugpa, et son enseignement devint un syncrétisme des traditions drukpa, kagyupa et nyingmapa. Lhalung eut pour monastères auxiliaires Yamdrok, Yönpodo, Yangdhing, Dhongkya, Nye Nae Lhakhang, Wön, Dra, Pemaling à Bumthang et au Bhoutan, où Gandhing est du nombre.
La conception de Lhalung est celle d’un mandala octogonal, qui fut entouré de 108 saules et 108 chörten qui furent détruits.
Le Tsuglag Khang (bâtiment central) comporte encore des poutres et des colonnes peintes du monastère d’origine, qui abrite 20 moines.
La grande collection de planches de bois xylographiées n’a pas survécu à la révolution culturelle. Un gardien réussit cependant à sauvegarder des objets importants comme des empreintes de pied du 1er karmpa, de Marpa et de Milarépa, conservées dans le temple.